# Svalört
Svalört kan även avse Tulkört, Cyanehum vincetoxicum
Svalört (Ranunculus ficaria) är en art i familjen ranunkelväxter

## Beskrivning
Svalört är en flerårig ört som blommar i april-maj. 
Den har bara tre foderblad, och vid stjälkens bas finns knölformade rötter, vilka används vid fortplantningen. Den växer i lundar och parker. Bladen är hjärtformiga, kala och med en naggad kant. Den sprider sig gärna i stora bestånd.

## Habitat
Förekommer naturligt från Europa till västra Asien och nordvästra Afrika. Finns på några lokaler östliga USA, men är inte ursprunglig där.

### Utbredningskartor
- Norden
- Norra halvklotet

## Biotop
Svalört trivs i fuktig, mullrik, svagt beskuggad mark.

## Etymologi
Ficaria betyder fikonlik på latin; av ficus = fikon. Ordet syftar på de klubblika birötterna, som i någon mån liknar fikon.
Sval = svala syftar på att blomningen börjar vid den tid, då svalorna återkommit från sina vintervisten.

## Medicinskt
Precis som många andra arter i ranunkelsläktet (Ranunculus) innehåller svalörten svaga koncentrationer av det giftiga ämnet Protoanemonin., en lättflyktig olja, som avsöndras om någon växtdel bryts. Om den kommer i kontakt med hud eller slemhinnor orsakas sveda och klåda, i värsta fall även blåsor (dermatitis)
Vid uppkokning och torkning  (enligt tyska Wikipedia räcker det med torkning) bryts protoanemonin ned till anemonin, som är ogiftigt, varefter skördade blad blir ätliga.
Förr i tiden samlade man in svalört, och använde rotknölarna mot fikonvårtor (Papilloma accuminatum?) på nötkreatur. Detta sades också vara verksamt mot hemorrojder, kanske motiverat av den s.k. signaturläran. Den färska växten användes också i viss mån som sallad.
Svalört ingick tidigare i den svenska farmakopén, och kallades på apoteken Celidon minus efter det gamla artnamnet Chelidonium minis. Man får anta att det endast var giftfri torkad svalört, som hamnade på apotek.

## Bygdemål
| Namn         | Trakt | Referens | Kommentar                                                                          |
| ------------ | ----- | -------- | ---------------------------------------------------------------------------------- |
|              |       |          |                                                                                    |
| Fikvårtört   |       | [ 3 ]    | Ursprunglig stavning Fijkwårtört                                                   |
| Flengräs     |       | [ 3 ]    | I Västerbotten avses med flengräs Röllika, Achilaea millefolium, se Flen (sjukdom) |
| Gulaåker     |       | [ 3 ]    |                                                                                    |
| Kerskål      |       | [ 4 ]    | Förväxla ej med Kärs, Aegopodium podagraria som ibland kallats kirskål             |
| Korskål      |       | [ 3 ]    |                                                                                    |
| Kålranunkel  |       | .        | Början på 1800-talet                                                               |
| Möja         |       | [ 4 ]    |                                                                                    |
| Prästepungar |       | [ 3 ]    | Ursprunglig stavning Prestepungar                                                  |
| Skvallerkål  |       | [ 3 ]    | Ursprunglig stavning Sqvallerkål                                                   |
| Smörblomma   |       | [ 4 ]    |                                                                                    |
| Svalblomster |       | [ 5 ]    | Kalmar län                                                                         |

## Namnförvirring
Svalört har förr avsett den växt, som idag kallas Skelört, Chelidonium majus

## Underarter
Arten kan delas in i ett antal underarter:
- subsp. ficaria
- subsp. bulbilifer - som efter blomningen bildar knölar i bladvecken.
- sydsvalört (subsp. ficariiformis) - förekommer i södra Europa till Turkiet och Syrien, samt i nordvästra Afrika.

## Sorter

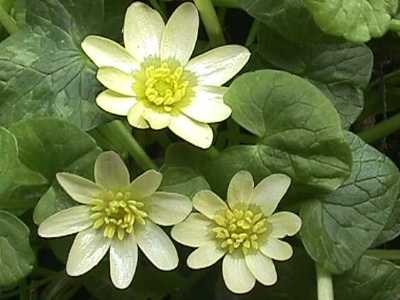
Salmon's White

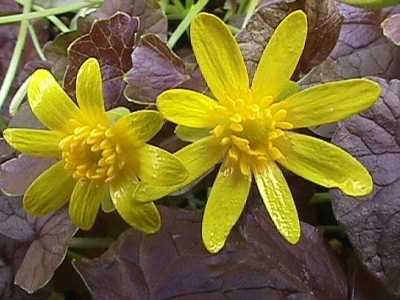
Brazen Hussy

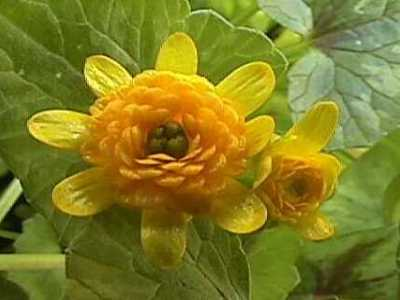
Colarette

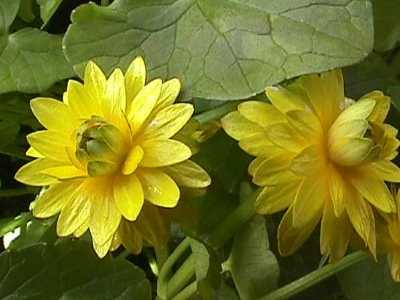
Flore Pleno

Svalörten har gett upphov till en mängd namnsorter som används som trädgårdsväxter. De kan ha annorlunda blomfärg eller blomform, men ofta är det fråga om vackert tecknade blad.
- Aglow in the Dark
- Art Nouveau
- Ashen Primrose
- Bantam Egg
- Binsted Woods
- Blackadder
- Brambling
- Brazen Child
- Brazen Daughter
- Brazen Hussy
- Bregover White
- Broadleas Black
- Budgerigar
- Bunch
- Button Eye
- Camouflage
- Cartwheel
- Champernowne Giant
- Chedglow
- Chocolate Cream
- Clouded Yellow
- Coffee Cream
- Coker Cream
- Collarette
- Coppernob Mark
- Coppernob
- Corinne Tremaine
- Coy Hussy
- Crawshay Cream
- Custard Tart
- Damerham
- Dappled Grey
- Deborah Jope
- Diane Rowe
- Dimpsey
- Double Bronze
- Double Mud
- Dusky Maiden
- Elan
- Flore Pleno
- Fried Egg
- Granby Cream
- Green Mantle
- Green Petal
- Green Wheel
- Greencourt Gold
- Holly Bronze
- Holly Green
- Hoskin's Miniature
- Hoskin's Variegado
- Hyde Hall
- Inky
- Jake Perry
- Jane's Dress
- Ken Aslet Double
- Lambrook Black
- Laysh On
- Lemon Queen
- Leo
- Limelight
- Little Southey
- Martin Gibbs
- Mimsey
- Mobled Jade
- Mud
- Newton Abbot
- Nigrifolia
- Norton
- Oakenden Cream
- Old Master
- Orange Sorbet
- Palest Cream
- Picton's Double
- Primrose Brassy
- Primrose Elf
- Primrose
- Quantock Brown
- Quillet
- Ragamuffin
- Randall's White
- Rowden Magna
- Ruby Baker
- Salad Bowl
- Salmon's White
- Samidor
- Sheldon Night
- Sheldon Silver
- Sheldon
- Silver Collar
- South Downs
- Suffusion
- Sutherland's Double
- Sweet Chocolate
- Torquay Elf
- Tortoiseshell
- Trenwheal
- Undercurrent
- Winkworth
- Wisley White
- Witchampton
- Yaffle

## Bilder

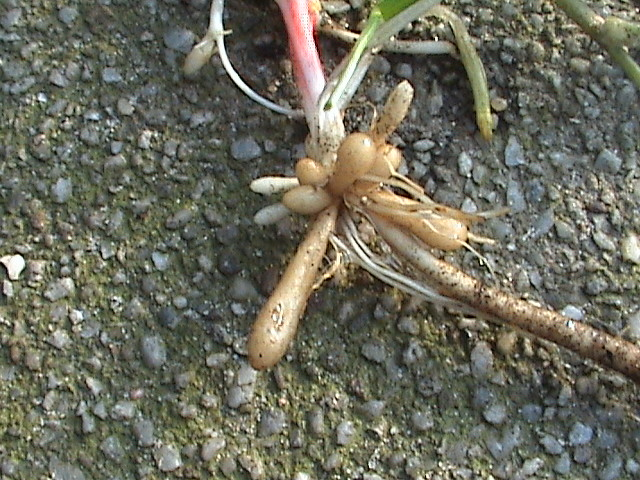
De klubblika rötterna
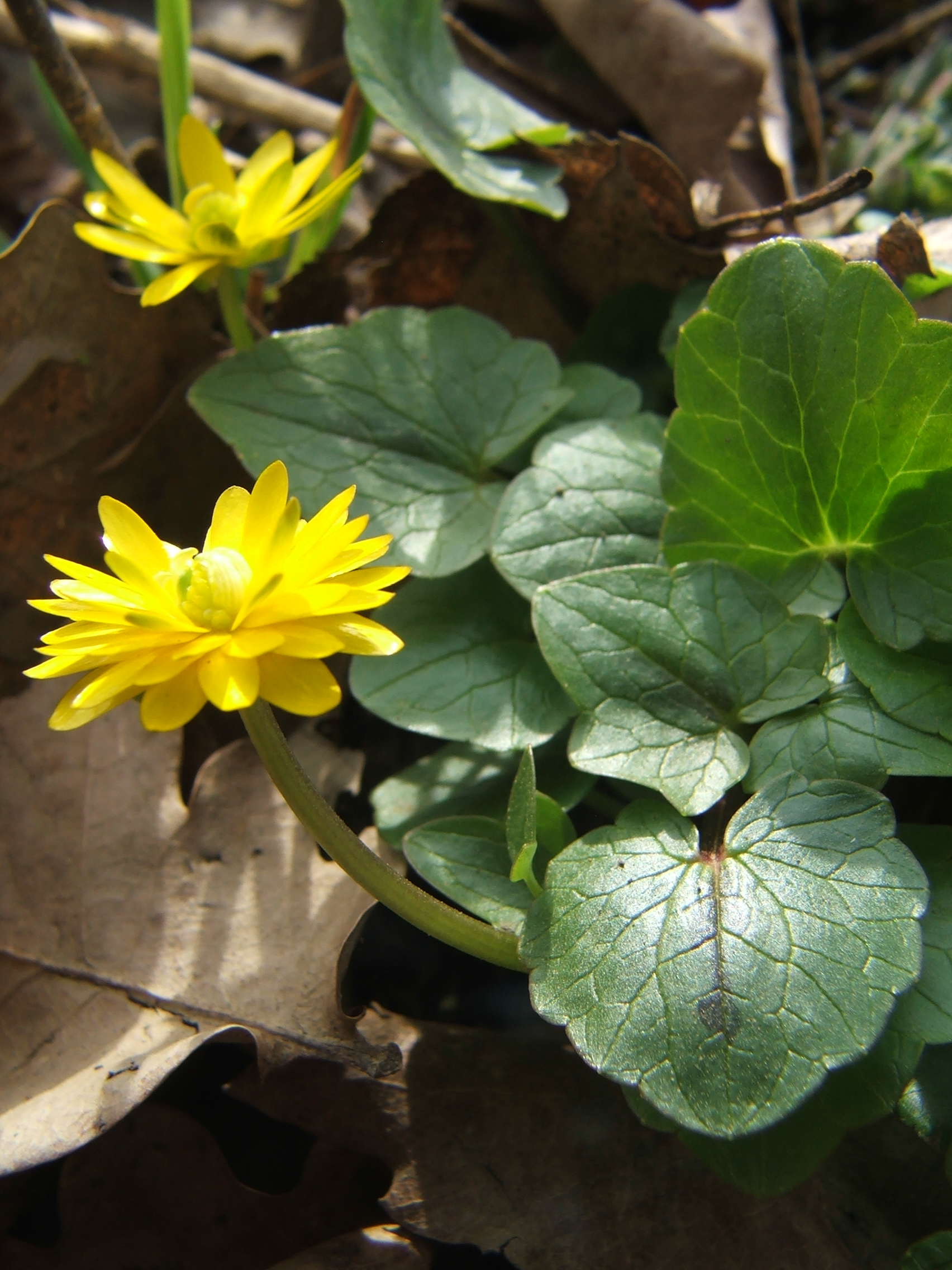
Dubbel blomma kan uppträda efter spontan mutation
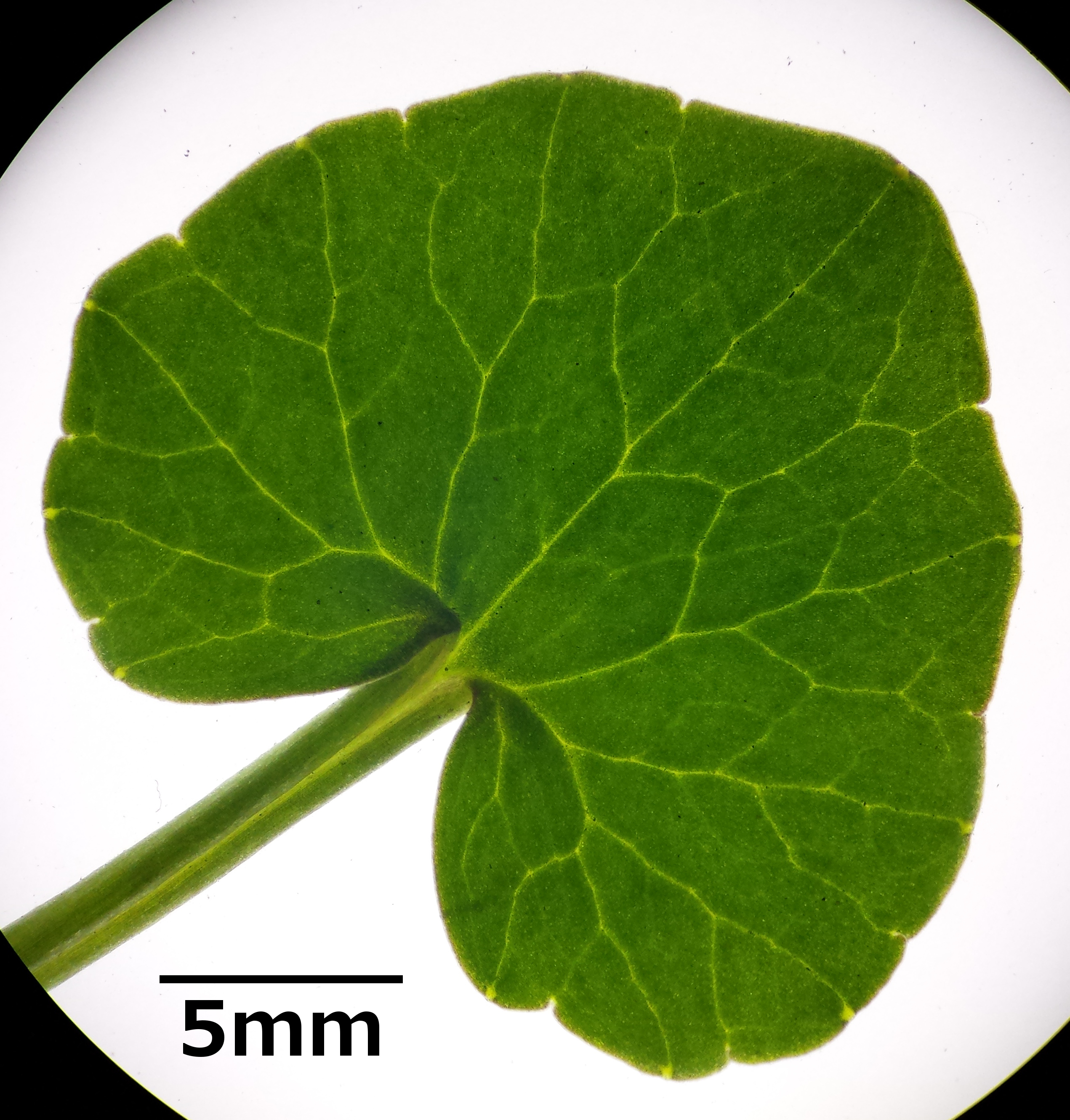
Undersidan av ett blad ssp verna
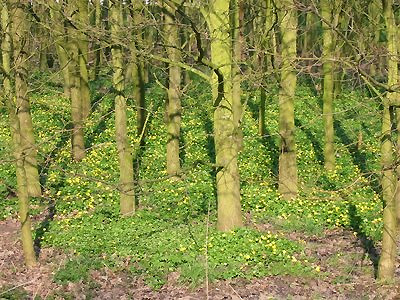
I svagt beskuggad växtplats trivs svalört
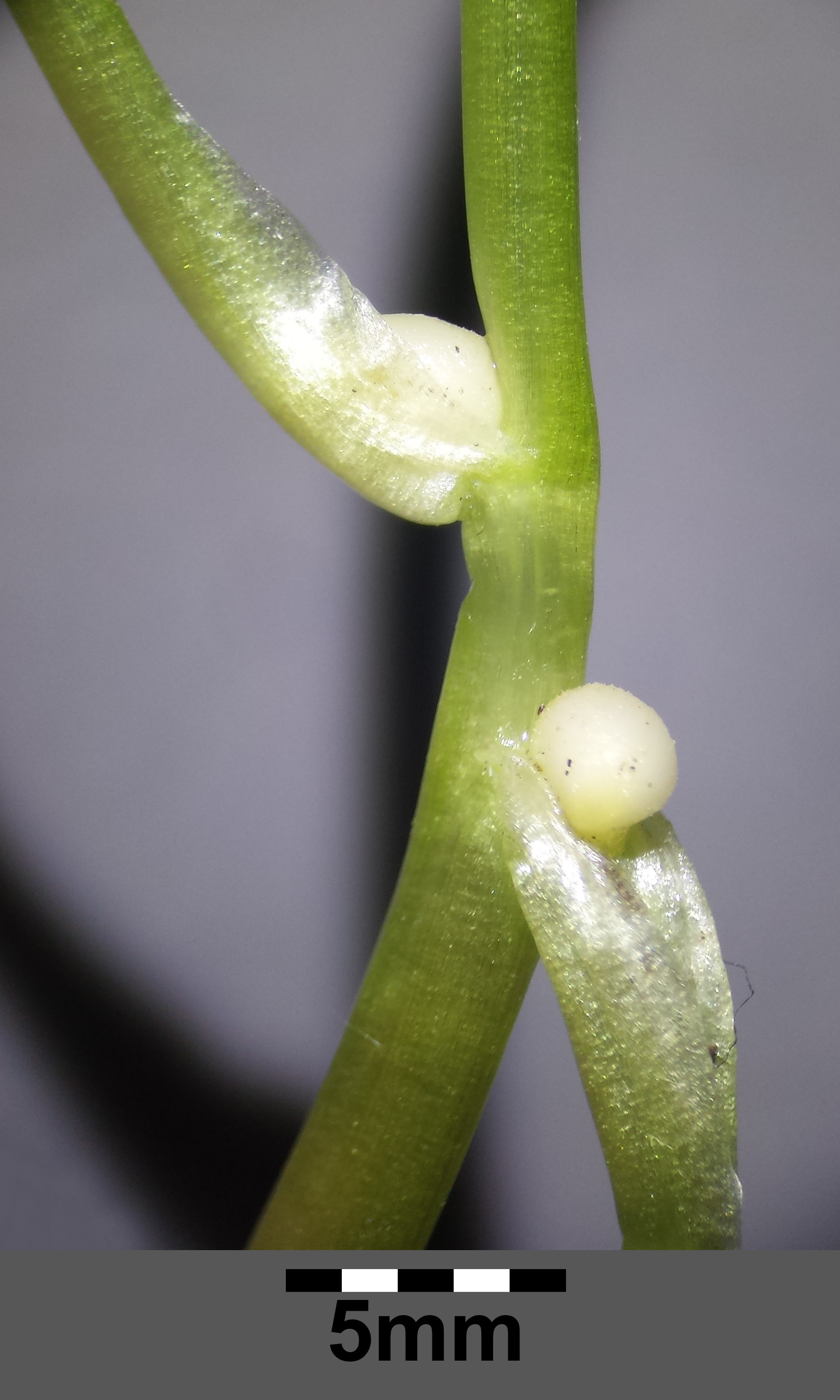
Groddknopp för vegetativ förökning